# 마이클 에클런드
마이클 에클런드(Michael Eklund, 1962년 7월 31일 ~ )는 캐나다의 배우이다.